# Mallecolobus pedrus
Mallecolobus pedrus är en spindelart som beskrevs av Forster och Norman I. Platnick 1985. Mallecolobus pedrus ingår i släktet Mallecolobus och familjen Orsolobidae. Inga underarter finns listade i Catalogue of Life.